# 1. florbalová liga mužů 2021/2022
1. florbalová liga mužů 2021/2022 byla 29. ročníkem druhé nejvyšší mužské florbalové soutěže v Česku. 
Základní část soutěže hrálo 14 týmů dvakrát každý s každým. Zvítězil v ní tým Florbal Ústí.
Vítězem ročníku se stal tým FB Hurrican Karlovy Vary po porážce týmu Bulldogs Brno ve finále. Karlovy Vary tak poprvé postoupily do Superligy, kde nahradily sestupující tým FBŠ Hummel Hattrick Brno.
Pro pandemii covidu-19 v Česku během předchozí sezóny se soutěž nedohrála, a žádný tým tedy nesestoupil ani nepostoupil, stejně jako o sezónu dříve. Tento ročník tak hrály stejné týmy jako předchozí.
Po prohře v play-down sestoupily po třech resp. pěti sezónách v 1. lize do Národní ligy týmy TJ Sokol Jaroměř a TJ Slovan Havířov. Sestupující týmy byly v následující sezóně nahrazeny vítězi skupin toho ročníku Národní ligy, týmy Butchis a Troopers. Oba týmy postoupily do 1. ligy poprvé. V baráži neuspěly týmy Z.F.K. AQM Petrovice a Torpedo Havířov proti poraženým finalistům Národní ligy, týmům FbC Plzeň a 1. FBK Sršni Rožnov p/R. Petrovice sestoupily po pěti a Torpedo po šesti sezónách. Postupující Plzeň hrála 1. ligu již v sezóně 2011/2012. Rožnov postoupil licenci týmu Aligators Klobouky, který se do 1. ligy dostal poprvé.

## Základní část
V základní části se všechny týmy od 4. září 2021 do 12. února 2022 utkaly dvakrát každý s každým.
| Poř. | Tým                             | Z  | V  | VP | PP | P  | VG  | OG  | B  |
| ---- | ------------------------------- | -- | -- | -- | -- | -- | --- | --- | -- |
| 1.   | Florbal Ústí                    | 26 | 22 | 0  | 0  | 4  | 220 | 101 | 66 |
| 2.   | TJ Znojmo LAUFEN CZ             | 26 | 20 | 1  | 1  | 4  | 179 | 111 | 63 |
| 3.   | Bulldogs Brno                   | 26 | 16 | 4  | 3  | 3  | 172 | 115 | 59 |
| 4.   | FB Hurrican Karlovy Vary        | 26 | 18 | 1  | 1  | 6  | 191 | 122 | 57 |
| 5.   | Kanonýři Kladno                 | 26 | 16 | 0  | 3  | 7  | 161 | 95  | 51 |
| 6.   | DDQ Florbal Chomutov            | 26 | 15 | 1  | 3  | 7  | 177 | 154 | 50 |
| 7.   | Sokol Brno I EMKOCase Gullivers | 26 | 9  | 3  | 3  | 11 | 140 | 142 | 36 |
| 8.   | FBC Štíři Č. Budějovice         | 26 | 10 | 2  | 0  | 14 | 129 | 167 | 34 |
| 9.   | FAT PIPE Start98 Kunratice      | 26 | 9  | 0  | 4  | 13 | 145 | 171 | 31 |
| 10.  | FBC Letka Toman Finance Group   | 26 | 6  | 3  | 1  | 16 | 120 | 163 | 25 |
| 11.  | Z.F.K. Petrovice                | 26 | 7  | 1  | 1  | 17 | 122 | 189 | 24 |
| 12.  | Torpedo Havířov                 | 26 | 2  | 8  | 1  | 15 | 133 | 180 | 23 |
| 13.  | TJ Sokol Jaroměř                | 26 | 6  | 1  | 2  | 17 | 123 | 169 | 22 |
| 14.  | TJ Slovan Havířov               | 26 | 1  | 0  | 2  | 23 | 95  | 228 | 5  |

## Play-off
Prvních šest týmů po základní části postoupilo přímo do čtvrtfinále play-off. Týmy na 7. a 10. a týmy na 8. a 9. místě se utkaly v předkole (osmifinále) play-off o poslední dvě místa ve čtvrtfinále. Předkolo se hrálo na dva vítězné zápasy 19. a 20. února 2022.
Před čtvrtfinále si první tři týmy po základní části postupně zvolily soupeře z druhé čtveřice. Jednotlivá kola play-off hrála na tři vítězné zápasy. Čtvrtfinále se hrálo od 26. února do 9. března, semifinále od 12. do 20. března a finále od 26. března do 6. dubna 2022.

### Pavouk
|  | Předkolo (na zápasy)    | Předkolo (na zápasy)    | Předkolo (na zápasy) |  |  | Čtvrtfinále (na zápasy) | Čtvrtfinále (na zápasy) | Čtvrtfinále (na zápasy) |   |                     | Semifinále (na zápasy) | Semifinále (na zápasy) | Semifinále (na zápasy) |  |  | Finále (na zápasy) | Finále (na zápasy) | Finále (na zápasy) |
|  |                         |                         |                      |  |  |                         |                         |                         |   |                     |                        |                        |                        |  |  |                    |                    |                    |
|  |                         |                         |                      |  |  |                         |                         |                         |   |                     |                        |                        |                        |  |  |                    |                    |                    |
|  |                         |                         |                      |  |  | TJ Znojmo LAUFEN CZ     | TJ Znojmo LAUFEN CZ     | 3                       |   |                     |                        |                        |                        |  |  |                    |                    |                    |
|  | Sokol Brno I Gullivers  | Sokol Brno I Gullivers  | 2                    |  |  | Sokol Brno I Gullivers  | Sokol Brno I Gullivers  | 1                       |   |                     |                        |                        |                        |  |  |                    |                    |                    |
|  | FBC Letka               | FBC Letka               | 0                    |  |  |                         |                         |                         |   | TJ Znojmo LAUFEN CZ | TJ Znojmo LAUFEN CZ    | 0                      |                        |  |  |                    |                    |                    |
|  |                         |                         |                      |  |  |                         | Bulldogs Brno           | Bulldogs Brno           | 3 |                     |                        |                        |                        |  |  |                    |                    |                    |
|  |                         |                         |                      |  |  | Bulldogs Brno           | Bulldogs Brno           | 3                       |   |                     |                        |                        |                        |  |  |                    |                    |                    |
|  |                         |                         |                      |  |  | DDQ Florbal Chomutov    | DDQ Florbal Chomutov    | 0                       |   |                     |                        |                        |                        |  |  |                    |                    |                    |
|  |                         |                         |                      |  |  |                         |                         |                         |   |                     | Bulldogs Brno          | Bulldogs Brno          | 2                      |  |  |                    |                    |                    |
|  |                         |                         |                      |  |  |                         | FB Hurrican K. Vary     | FB Hurrican K. Vary     | 3 |                     |                        |                        |                        |  |  |                    |                    |                    |
|  |                         |                         |                      |  |  | Florbal Ústí            | Florbal Ústí            | 3                       |   |                     |                        |                        |                        |  |  |                    |                    |                    |
|  | FBC Štíři Č. Budějovice | FBC Štíři Č. Budějovice | 0                    |  |  | Start98 Kunratice       | Start98 Kunratice       | 0                       |   |                     |                        |                        |                        |  |  |                    |                    |                    |
|  | Start98 Kunratice       | Start98 Kunratice       | 2                    |  |  |                         |                         |                         |   | Florbal Ústí        | Florbal Ústí           | 1                      |                        |  |  |                    |                    |                    |
|  |                         |                         |                      |  |  |                         | FB Hurrican K. Vary     | FB Hurrican K. Vary     | 3 |                     |                        |                        |                        |  |  |                    |                    |                    |
|  |                         |                         |                      |  |  | FB Hurrican K. Vary     | FB Hurrican K. Vary     | 3                       |   |                     |                        |                        |                        |  |  |                    |                    |                    |
|  |                         |                         |                      |  |  | Kanonýři Kladno         | Kanonýři Kladno         | 2                       |   |                     |                        |                        |                        |  |  |                    |                    |                    |
|  |                         |                         |                      |  |  |                         |                         |                         |   |                     |                        |                        |                        |  |  |                    |                    |                    |

### Baráž
Poražený finalista, tým Bulldogs Brno, neuspěl v superligové baráži proti týmu Sokoli Pardubice.

## Play-down
Týmy na 11. a 14. a týmy na 12. a 13. místě spolu hrály v play-down na čtyři vítězné zápasy od 5. března do 3. dubna 2022. Poražené týmy přímo sestoupily do Národní ligy. Vítězné týmy hrály od 10. do 24. dubna baráž na tři vítězné zápasy s poraženými finalisty skupin tohoto ročníku Národní ligy. 

### 1. kolo
Z.F.K. Petrovice – TJ Slovan Havířov 4 : 3 na zápasy
Torpedo Havířov – TJ Sokol Jaroměř 4 : 2 na zápasy

### Baráž
Z.F.K. AQM Petrovice – FbC Plzeň 2 : 3 na zápasy
Torpedo Havířov – 1. FBK Sršni Rožnov p/R 1 : 3 na zápasy

## Konečné pořadí
| Pořadí           | Tým                             |
| ---------------- | ------------------------------- |
| Zlatá medaile    | FB Hurrican Karlovy Vary        |
| Stříbrná medaile | Bulldogs Brno                   |
| Bronzová medaile | Florbal Ústí                    |
| 4.               | TJ Znojmo LAUFEN CZ             |
| 5.               | Kanonýři Kladno                 |
| 6.               | DDQ Florbal Chomutov            |
| 7.               | Sokol Brno I EMKOCase Gullivers |
| 8.               | FAT PIPE Start98 Kunratice      |
| 9.               | FBC Štíři Č. Budějovice         |
| 10.              | FBC Letka Toman Finance Group   |
| 11.              | Z.F.K. Petrovice                |
| 12.              | Torpedo Havířov                 |
| 13.              | TJ Sokol Jaroměř                |
| 14.              | TJ Slovan Havířov               |